# Mario Matt
Mario Matt (Flirsch, 9 de abril de 1979) es un deportista austríaco que compitió en esquí alpino; campeón olímpico en Sochi 2014 y tres veces campeón mundial.
Participó en dos Juegos Olímpicos de Invierno, en los años 2006 y 2014, obteniendo una medalla de oro en Sochi 2014, en la prueba de eslalon.
Ganó cinco medallas en el Campeonato Mundial de Esquí Alpino entre los años 2001 y 2013. En la Copa del Mundo consiguió quince victorias y 42 podios en total.
Su hermano Michael compitió en el mismo deporte y su otro hermano, Andreas, en esquí acrobático.

## Palmarés internacional
| Juegos Olímpicos   | Juegos Olímpicos     | Juegos Olímpicos  | Juegos Olímpicos |
| Año                | Lugar                | Medalla           | Prueba           |
| ------------------ | -------------------- | ----------------- | ---------------- |
| 2014               | Sochi (Rusia)        | Medalla de oro    | Eslalon          |
| Campeonato Mundial |                      |                   |                  |
| Año                | Lugar                | Medalla           | Prueba           |
| 2001               | St. Anton (Austria)  | Medalla de oro    | Eslalon          |
| 2001               | St. Anton (Austria)  | Medalla de plata  | Combinada        |
| 2007               | Åre (Suecia)         | Medalla de oro    | Eslalon          |
| 2007               | Åre (Suecia)         | Medalla de oro    | Equipo mixto     |
| 2013               | Schladming (Austria) | Medalla de bronce | Eslalon          |